# نبرد حران (۱۱۰۴)
نبرد حران (انگلیسی: Battle of Harran)، نبردی است در سال ۱۱۰۴ بین نیروهای صلیبی و سلجوقیان به رهبری جکرمش که در نزدیکی رقه رخ داد که با پیروزی قاطع سلجوقیان همراه بود.